# Азіатська психологія
Азіатська психологія — це галузь культурної психології, яка вивчає психологічні концепції, у контексті азіатської культури. Психологи, які вивчають це питання, часто орієнтуються на міжкультурну психологію. Азійська психологія - це вивчення країн Азії та їхніх народів; їх поведінка, дії, способи спілкування та система вірувань, а також відмінності між корінною культурою та культурою азіатських американців, відома як «азіатська психологія».

## Поведінкові риси азіатів
Як зазначає Шинобу Кітаяма, професор психології та директор Програми «Культура і пізнання» в Мічиганському університеті, культура може мати глибокий вплив на те, як люди мислять і сприймають світ навколо себе. Жителі Східної Азії можуть мати іншу манеру мислення порівняно з жителями Заходу (Див. також «Культурні відмінності в самооцінці» та «Самоінтерпретація »). Кітаяма припустив, що на відміну від традиційної американської точки зору, яка підкреслює важливість самого себе та незалежність, азіат натомість почуватиметься більш взаємозалежним. 

## Рух
Азіатські психологи прагнули відігравати все більшу роль у психологічній науці, але відчували себе обмеженими через сильний вплив Заходу. Видатними представниками азіатської психології є Квіченґ Їнґ у Китаї, Гіроші Азума в Японії, Ку-Шу Янґ на Тайвані та Дурґананд Сінга в Індії.

## Азіатсько-американський журнал психології
Asian American Journal of Psychology ® є офіційним виданням Азіатсько-американської психологічної асоціації і присвячений дослідженням, практиці, пропаганді, освіті та політиці в азіатсько-американській психології. Журнал публікує емпіричні, теоретичні, методологічні та практично орієнтовані статті та рецензії на книги, що охоплюють теми, актуальні для азійсько-американських осіб та спільнот, включаючи профілактику, втручання, навчання та соціальну справедливість. Особлива увага приділяється емпіричним статтям з використанням кількісних, якісних та змішаних методів.

## Азіатський журнал соціальної психології
Азіатський журнал соціальної психології стимулює дослідження та сприяє академічним обмінам для розвитку соціальної психології в Азії. Він публікує теоретичні та емпіричні роботи азіатських науковців та тих, хто цікавиться азіатськими культурами та суспільствами.
Азіатський журнал соціальної психології частково фінансується за рахунок гранту на публікацію результатів наукових досліджень Японського товариства з підтримки науки.

## Внески
Протягом багатьох років основний внесок у вивчення психології зробили переважно психологи з США та Європи, проте за останні роки ситуація змінюється. Більше країн Азії, ніж будь-коли раніше, вносять свій внесок у психологію зі зростаючим темпом. 

## Дивись також
- Філіппінська психологія
- Моріта-терапія
- Найкан терапія